# Gutian
För andra betydelser, se Gutian (olika betydelser).
Gutian är ett härad inom staden Ningde i provinsen Fujian i sydöstra Kina.
Gutian är indelat i två stadsdelsdistrikt, åtta köpingar och fyra socknar.
Stadsdelsdistrikt (jiedao):

- Chengdong (城东街道)
- Chengxi (城西街道)

Köpingar (zhen):

- Dajia (大甲镇)
- Daqiao (大桥镇)
- Fengdu (凤都镇)
- Hetang (鹤塘镇)
- Huangtian (黄田镇)
- Pinghu (平湖镇)
- Shanyang (杉洋镇)
- Shuikou (水口镇)

Socknar (xiang):

- Fengpu (凤埔乡)
- Jixiang (吉巷乡)
- Panyang (泮洋乡)
- Zhuoyang (卓洋乡)